# هوگو مارتینز (سیاستمدار)
هوگو راجر مارتینز بونیلا (انگلیسی: Hugo Roger Martínez Bonilla؛ ۲ ژانویهٔ ۱۹۶۸) مهندس صنایع، سیاستمدار، دیپلمات و نویسندهٔ اهل السالوادور است. او عضو جبهه آزادیبخش ملی فارابوندو مارتی (FMLN)، یکی از دو حزب سیاسی بزرگ در السالوادور است. مارتینز از سال ۲۰۰۹ تا ۲۰۱۳ در زمان ریاست‌جمهوری مائوریسیو فونس و بار دیگر از سال ۲۰۱۴ تا ۲۰۱۸ در دولت رئیس‌جمهور سالوادور سانچز سرن به‌عنوان وزیر امور خارجهٔ السالوادور خدمت کرد. او در سال ۲۰۱۹ به‌عنوان نامزد ریاست‌جمهوری حزب حاکم، با کسب ۱۴ درصد آراء در رتبهٔ سوم انتخابات قرار گرفت.

## انتخابات ریاست‌جمهوری ۲۰۱۹

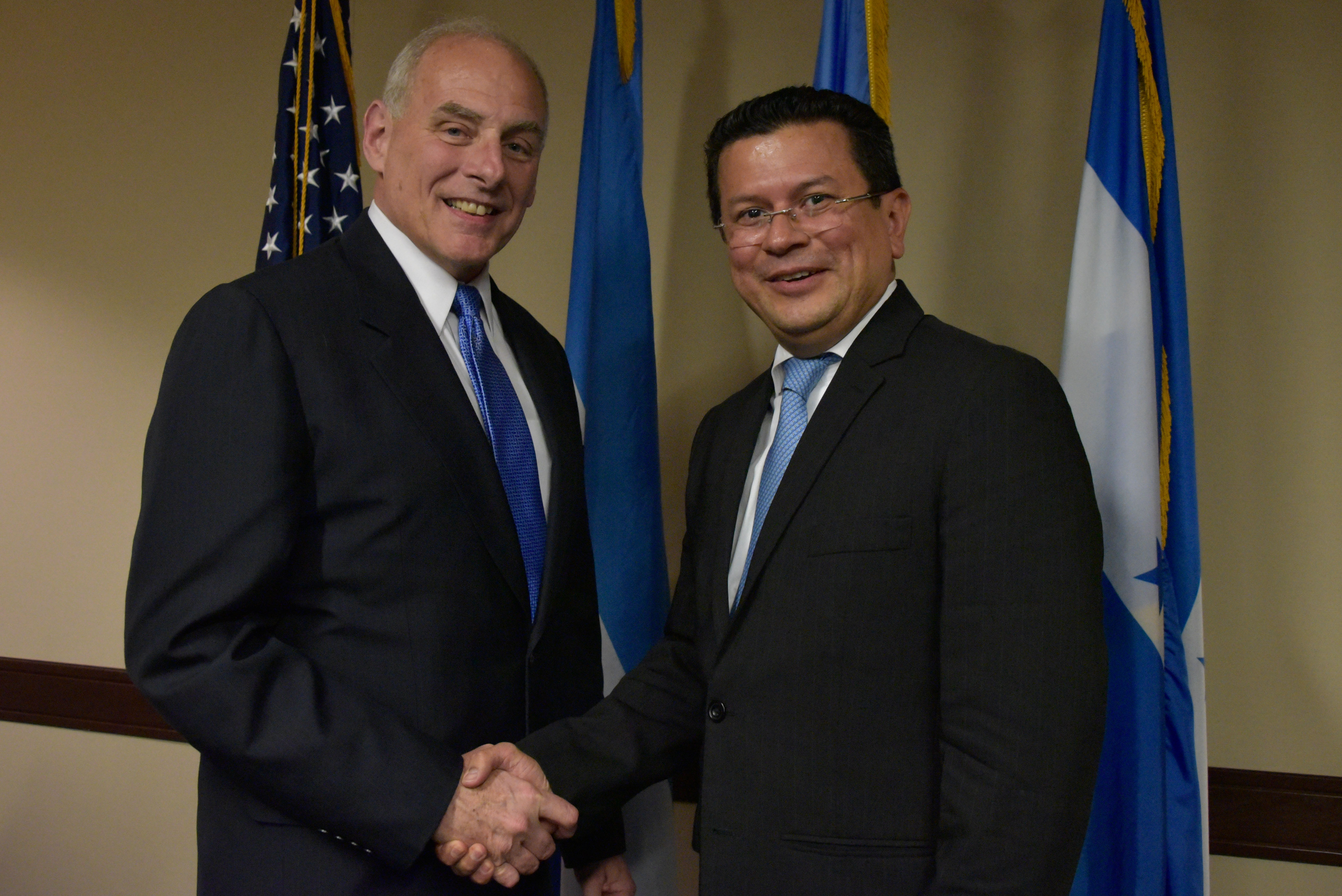
مارتینز در ۱۸ مهٔ ۲۰۱۷ در دیدار با جان کلی، وزیر امنیت میهن ایالات متحده در واشینگتن، دی.سی.

مارتینز در آوریل ۲۰۱۸ اعلام کرد که از وزارت خارجه استعفا می‌دهد تا بتواند پیگیر نامزدی از سوی حزب جبهه آزادیبخش ملی فارابوندو مارتی (FMLN) در انتخابات ریاست‌جمهوری ۲۰۱۹ باشد. در ۲۷ مهٔ ۲۰۱۸، مارتینز در انتخابات داخلی حزب FMLN، به‌عنوان نامزد این حزب در انتخابات ریاست‌جمهوری انتخاب شد. مارتینز با ۲۰٬۲۵۹ رأی نامزدی حزب را به‌دست‌آورد تا رقیب اصلی خود گرسون مارتینز، وزیر سابق فواید عامه را شکست دهد. اعضای حزب FMLN همچنین کارینا سوسا، نمایندهٔ مجلس ملی را به‌عنوان معاون مارتینز برای سمت معاون رئیس‌جمهور السالوادور انتخاب کردند. سوسا بدون مخالفت برای نامزدی معاونت ریاست‌جمهوری انتخاب شد.
در طول مبارزات انتخاباتی، مارتینز قول داد که طرح پیشگیری از جرم و جنایت السالوادور ایمن ایجادشده توسط رئیس‌جمهور مستعفی سالوادور سانچز سرن، که پلیس ملی السالوادور را در سراسر کشور مستقر می‌کرد، ادامه دهد. مارتینز همچنین متعهد شد که از چندین برنامهٔ اجتماعی که توسط رئیس‌جمهور سانچز آغاز شده بود حمایت کند و ابتکارات آموزشی و توسعه‌ای را در مناطق روستایی پیاده‌سازی کند.
در اواخر ژانویهٔ ۲۰۱۹، درست چند روز پیش از انتخابات، مارتینز پس از نجیب بقیله، نامزد پیشتاز اتحاد بزرگ برای وحدت ملی و کارلوس کالخا، تاجر نامزدشده از ائتلاف جمهوری‌خواهان ملی‌گرا (ARENA) در رتبهٔ سوم قرار داشت. انتخابات ریاست‌جمهوری در ۳ فوریهٔ ۲۰۱۹ برگزار شد.